# UmaNetto

Катя Очкарёва

UmaNetto — мультсериал производства телекомпании Амедиа и студии «Тунгуру», пародия на сериал «Не родись красивой». Само название UmaNetto — это пародия на имя компании Zimaletto, которая фигурировала в сериале.
В 2007 году мультсериал выходил на канале СТС.

## Сюжет
Компании UmaNetto на работу требуется новая секретарша. После длительного кастинга, который проводят Андрей Падлыч и Казановский, на работу принимают Катю Очкарёву. В мультсериале рассказывается о буднях и праздниках компании UmaNetto.

## Персонажи
- Андрей Падлыч — (пародия на Андрея Павловича Жданова), президент компании, очень любит выпить;
- Катя Очкарёва — (пародия на Катю Пушкарёву), главная героиня мультсериала помощница президента, очень умная, но ужасно страшная (или страшно ужасная), имеет очень противный голос;
- Казановский — (пародия на Романа Малиновского), друг Падлыча, директор по внешним связям, бабник, не пропустит ни одной юбки;
- Кира Дурьевна — (пародия на Киру Юрьевну Воропаеву), директор по маркетингу, ревнует Падлыча абсолютно ко всем;
- Вика — (пародия на Викторию Клочкову), секретарша компании, ненавидит Катю Очкарёву, влюблена в Андрея Падлыча;
- Шалопаев — (пародия на Александра Воропаева), финансовый директор, питает особую страсть к деньгам компании  и любит их присваивать себе;
- Мурзилко — (пародия на Милко Вукановича), арт-директор, гомосексуал, неравнодушен к Шалопаеву;
- Медвед — камео, попадается героям в приключениях на природе.

## Серии
| #       | Дата выхода | Название серии                       | Описание |
| 0 сезон |             |                                      | |
| 1       | 2007        | Анонсик #1                           | |
| 2       | 2007        | Анонсик #2                           | |
| 3       | 2007        | DJ Slon vs UmaNetto «Финская полька» | |
| 1 сезон |             |                                      | |
| 1       | 2007        | Кастинг                              | В компании UmaNetto проводится кастинг на выборы новой секретарши. Новой секретаршей становится умная, но страшная Катя Очкарёва. |
| 2       | 2007        | Тим-билдинг                          | По предложению Кати все члены компании UmaNetto отправляется на оздоровительную прогулку в лес, где сталкиваются с Медведом. |
| 3       | 2007        | Красная Шапочка                      | Андрей Падлыч дарит Кате шоколадку «Красная Шапочка», и в своём воображении она превращает себя в Красную Шапочку. |
| 4       | 2007        | Трудный день                         | Катя Очкарёва рассказывает о своей работе в компании UmaNetto. |
| 5       | 2007        | Новый год                            | Напившись перед Новым Годом, Падлыч засыпает и каждый раз просыпается только к следующему празднику. |
| 6       | 2007        | Новое направление бизнеса            | Катя предлагает Андрею Падлычу начать производство противогазов... |
| 7       | 2007        | Лето в офисе                         | Вся компания UmaNetto просится в отпуск. Чтобы не растрачивать деньги на отпуск, Катя предлагает Падлычу устроить отпуск в офисе... |
| 8       | 2007        | Волшебная палочка                    | За то, что Катя набрала в кулер воды, к ней приходит Фея и дарит ей волшебную палочку в форме веника... |
| 9       | 2007        | Якудза                               | Андрей Падлыч пытается найти Кате новый кабинет и занятие, но его выбор пал на обычный ящик, а в качестве занятия он предложил ей быть «Уничтожителем бумаги», после чего Катя воображает битву с японскими инвесторами, хотя на самом деле просто рвёт очень много бумаги, за что Андрей Падлыч предлагает ей склеить всё обратно. |
| 10      | 2007        | Сафари                               | Падлыч и Казановский отправляются на сафари, но там их уже ожидает Катя Очкарёва. |
| 2 сезон |             |                                      | |
| 1       | 2008        | Куча бабок                           | Падлыч ищет новые способы заработка денег и открывает страховое агентство, которое практически разоряет фирму по вине Вики. |
| 2       | 2008        | Мышеловкость                         | Шалопаев крадёт деньги компании, а Андрей Падлыч с Катей Очкарёвой думают, что это мыши... |
| 3       | 2008        | Кукла Падлыча                        | Казановский проводит эксперимент и устанавливает куклу Падлыча в офисе... |
| 4       | 2008        | Падлыч жжёт                          | Umanetto в долгах, Падлыч и Шалопаев решают спекулировать на страховке.... |
| 5       | 2008        | Пейнтбол                             | Вся команда Umanetto выезжает на пейнтбол и выступает против Очкаревой, которая ударяется головой и воображает себя на фронте... |
| 6       | 2008        | Восточная                            | Umanetto готовится к приезду арабского инвестора, всех девушек наряжают в паранджу. Глаз шейха падает на Катю Очкареву... |
| 7       | 2008        | Проверка                             | Umanetto готовится к аудиторской проверке... |
| 8       | 2008        | Эпидемия беременности                | После очередного корпоратива в офисе оказывается много "беременных" сотрудников от Андрея Падлыча... |
| 9       | 2008        | Вирусная атака                       | Однажды в фирме UmaNetto все компьютеры заблокировал вирус... |
| 10      | 2008        | Дезинфекция                          | В офисе проводят дезинфекцию, чтобы сэкономить, Катя Очкарева приносит из дома своих тараканов... |
| 11      | 2008        | Температура                          | Катя навещает Падлыча в больнице и обнаруживает его и Казановского в компании медсестер... |
| 12      | 2008        | Сбой кодировки                       | Из-за любви Падлыча к выпивке Катя Очкарёва вызывает экстрасенса, который кодирует его на пять лет... |
| 13      | 2008        | НЛО                                  | Землю посещают очкаревообразные инопланетяне в поиске разумной жизни... |
| 14      | 2008        | Топ-модель                           | Катя хочет участвовать в показе модной одежды. Андрей Падлыч соглашается разрешить ей участвовать в показе, если Катя станет топ-моделью... |
| 15      | 2008        | Золушка                              | Андрей Падлыч приглашает на бал всех, кроме Кати Очкаревой, ей вызывается помочь добрая фея F1... |
| 16      | 2008        | Новый имидж                          | Мурзилко разрабатывает новый притягательный логотип фирмы... |
| 17      | 2008        | Робот                                | Для повышения трудовой дисциплины Андрей Падлыч заказывает немецкого робота, который начинает гонять всех по офису, в том числе и Андрея, Катя как всегда спасает ситуацию.... |
| 18      | 2008        | Спам                                 | Из-за частой рекламы Катя Очкарева предлагает Падлычу уехать на необитаемый остров, но там его поджидает сюрприз... |
| 19      | 2008        | Жемчужина Карибского моря            | Инвесторов UmaNetto раскрутили на круиз по Карибскому морю. На яхту компании нападают легендарные пираты. Очкарева вступает с ними в переговоры... |
| 20      | 2008        | Укуренные                            | В Umanetto нечем дышать от сигаретного дыма, Очкарева решает озеленить офис.. |

## Интересные факты
- За первую неделю Финскую польку в исполнении Кати Очкарёвой с портала Видео@Mail.Ru скачали более 300 000 раз. Клип включён в ротацию музыкального канала Муз-ТВ.
- В мультфильме одну из ролей играет Медвед.
- 27 декабря 2007 года компанией «Новый Диск» издана компьютерная игра «UmaNetto. Полный превед!» российского разработчика «PIPE Studio», написанная по мотивам сериала.